# Сьєрра-Брукс (Каліфорнія)
Сьєрра-Брукс (англ. Sierra Brooks) — переписна місцевість (CDP) в США, в окрузі Сьєрра штату Каліфорнія. Населення — 467 осіб (2020).

## Географія
Сьєрра-Брукс розташована за координатами 39°38′33″ пн. ш. 120°12′55″ зх. д. / 39.64250° пн. ш. 120.21528° зх. д. (39.642592, -120.215387).  За даними Бюро перепису населення США в 2010 році переписна місцевість мала площу 3,55 км², уся площа — суходіл.

## Демографія
Згідно з переписом 2010 року, у переписній місцевості мешкало 478 осіб у 186 домогосподарствах у складі 148 родин. Густота населення становила 135 осіб/км².  Було 211 помешкання (59/км²).
Расовий склад населення:
| - 97,5 % — білих - 0,8 % — корінних американців - 0,2 % — вихідців з тихоокеанських островів - 0,2 % — азіатів |

До двох чи більше рас належало 1,3 %. Частка іспаномовних становила 4,6 % від усіх жителів.
За віковим діапазоном населення розподілялося таким чином: 27,2 % — особи молодші 18 років, 55,4 % — особи у віці 18—64 років, 17,4 % — особи у віці 65 років та старші. Медіана віку мешканця становила 45,8 року. На 100 осіб жіночої статі у переписній місцевості припадало 98,3 чоловіків;  на 100 жінок у віці від 18 років та старших — 93,3 чоловіків також старших 18 років.
Середній дохід на одне домашнє господарство  становив 69 055 доларів США (медіана — 47 738), а середній дохід на одну сім'ю — 86 306 доларів (медіана — 70 938). 
Цивільне працевлаштоване населення становило 209 осіб. Основні галузі зайнятості: освіта, охорона здоров'я та соціальна допомога — 69,4 %, науковці, спеціалісти, менеджери — 14,8 %, будівництво — 6,2 %, публічна адміністрація — 4,8 %.